# Cleònides
Cleònides (en llatí Cleonides, en grec antic Κλεωνίδης) va ser un teòric de la música grec que va viure al segle III, autor d'una obra sobre música titulada Εἰσαγωγή ἁρμονική (Introducció a l'Harmònic).
Aquesta obra de Cleònides és el tractat musical que conté els aspectes més tècnics de la teoria musical d'Aristoxen de Tàrent. L'atribució d'aquesta introducció (Εἰσαγωγὴ) a Euclides o a Pappos d'Alexandria és incompatible amb el punt de vista d'Aristoxen adoptat en el tractat.